# Wehrheim
Wehrheim település Németországban, Hessen tartományban. Lakosainak száma 9328 fő (2023. december 31.).

## Népesség
A település népességének változása:
| Lakosok száma | 9410 | 9468 | 9308 | 9340 | 9328 |
|               | 2017 | 2019 | 2021 | 2022 | 2023 |